# Campeonato de Wimbledon 1932
La edición 52.º del Campeonato de Wimbledon se celebró entre el 20 de junio y el 2 de julio de 1932 en las pistas del All England Lawn Tennis and Croquet Club de Wimbledon, Londres, Inglaterra.
El cuadro individual masculino lo iniciaron 128 jugadores mientras que el femenino lo iniciaron 96 tenistas.

## Hechos destacados
En la competición individual masculina se impuso el americano Ellsworth Vines logrando el único título que obtendría en el torneo al imponerse en la final al británico Bunny Austin.
En la competición individual femenina la victoria fue para la americana Helen Wills Moody logrando el quinto título que obtendría en Wimbledon al imponerse a la americana Helen Hull Jacobs.

## Palmarés
| Seniors              | Vencedor                     | Resultado               | Finalista                        | Finalista |
| -------------------- | ---------------------------- | ----------------------- | -------------------------------- | --------- |
| Individual masculino | Ellsworth Vines              | 6–4, 6–2, 6–0           | Bunny Austin                     |           |
| Individual femenino  | Helen Wills Moody            | 6–3, 6–1                | Helen Hull Jacobs                |           |
| Dobles masculino     | Jean Borotra Jacques Brugnon | 6–0, 4–6, 3–6, 7–5, 7–5 | Pat Hughes Fred Perry            |           |
| Dobles femenino      | Doris Metaxa Josane Sigart   | 6–4, 6–3                | Elizabeth Ryan Helen Hull Jacobs |           |
| Dobles mixto         | Elizabeth Ryan Enrique Maier | 7–5, 6–2                | Josane Sigart Harry Hopman       |           |

## Cuadros Finales

### Torneo individual  femenino
| Predecesor: 1931                         | Campeonato de Wimbledon 1932 | Sucesor: 1933                                       |
| Predecesor: Torneo de Roland Garros 1932 | Grand Slam 1932              | Sucesor: Campeonato nacional de Estados Unidos 1932 |

- Datos: Q404711